# IC 4056
IC 4056 ist eine Balken-Spiralgalaxie im Sternbild Jagdhunde am Nordsternhimmel. Sie ist schätzungsweise 497 Millionen Lichtjahre von der Milchstraße entfernt.
Das Objekt wurde am 21. März 1903 von Max Wolf entdeckt.